# Infected (álbum de Hammerfall)
Infected es el octavo álbum de estudio de la banda sueca de heavy metal HammerFall, publicado el 18 de mayo de 2011 por el sello Nuclear Blast.

## Lista de canciones
| N.º | Título                   | Escritor(es)           | Duración |  |
| 1.  | «Patient zero»           | Dronjak, Cans          | 6:01     |  |
| 2.  | «B.Y.H.»                 | Dronjak, Cans          | 3:48     |  |
| 3.  | «One more time»          | Dronjak, Cans          | 4:09     |  |
| 4.  | «The outlaw»             | Norgren, Cans          | 4:15     |  |
| 5.  | «Send me a sign»         | Pokolgep, Cans         | 4:01     |  |
| 6.  | «Día de los muertos»     | Dronjak, Cans, Larsson | 5:09     |  |
| 7.  | «I refuse»               | Dronjak, Cans          | 4:34     |  |
| 8.  | «666 - the enemy within» | Dronjak, Cans          | 4:31     |  |
| 9.  | «Immortalized»           | Dronjak, Cans          | 4:04     |  |
| 10. | «Let's get it on»        | Dronjak                | 4:09     |  |
| 11. | «Redemption»             | Dronjak, Cans          | 7:04     |  |

Limited Edition:
Junto con el álbum incluye un mini DVD llamado "All guts, no glory", que trae 5 temas en vivo en estudio:
01. Patient zero
02. Bang your head
03. One more time
04. The outlaw
05. Send me a sign

## Créditos
- Joacim Cans - Voz
- Oscar Dronjak - Guitarra y voz
- Fredrik Larsson - Bajo y voz
- Pontus Norgren - Guitarra y voz
- Anders Johansson - Batería

- Datos: Q3114562